# Schizma haitańska (1804–1860)
Schizma haitańska – okres w historii Kościoła katolickiego na wyspie Haiti, od proklamowania niepodległości przez kolonię Saint-Domingue do podpisania konkordatu przez rząd Republiki Haiti w 1860 roku. Powodem schizmy było ogłoszenie w 1804 roku supremacji głowy państwa Haiti nad Kościołem.